# Prøven er positiv - en film om abort
|  | Denne artikel er oprettet af botten PalnaBot ud fra en ekstern database. Den kan derfor have sproglige fejl eller mangler. Denne skabelon kan fjernes efter kontrol af indholdet. |

Prøven er positiv - en film om abort er en dokumentarfilm instrueret af Kirsten Emborg efter manuskript af Kirsten Emborg.

## Handling
Nanna på 17 år er én af ca. 3.000 piger under 20 år, som fik abort i 1988. Samme alder har hendes kæreste Peter. I filmen fortæller Nanna om sine reaktioner, da hun får at vide, at graviditetsprøven er positiv. Og om det kaos af tanker og følelser hun skal igennem for at nå til beslutningen om abort. Filmen skildrer ligeledes Peters rolle og oplevelser af situationen.